# Liste der Stolpersteine in Ritterhude
Die Liste der Stolpersteine in Ritterhude enthält alle Stolpersteine im Landkreis Osterholz, die im Rahmen des gleichnamigen Projekts Stolpersteine anfangs von Gunter Demnig in Ritterhude verlegt wurden. Mit ihnen soll der Opfer des Nationalsozialismus gedacht werden, die in Ritterhude lebten und wirkten.

## Verlegte Stolpersteine
| Name       | Vorname       | Verlegeort                     | Verlegedatum                                                | Inschrift | Bild                                |
| ---------- | ------------- | ------------------------------ | ----------------------------------------------------------- | --- | ----------------------------------- |
| Arfmann    | Dietrich      | Struckbergstraße 31 ·          | 9. Nov. 2023                                                | Hier wohnte Dietrich Arfmann Jg. 1897 Im Widerstand / KPD Verhaftet Aug. 1936 Vorbereitung Hochverrat Zuchthaus Bremen Entlassen 28.3.1941 Tot Mai 1945 Beim Minenräumen | Dietrich Arfmann                    |
| Bahlmann   | Friedrich     | Alter Postweg 20 · Ihlpohl ·   | 15. Juni 2022                                               | Hier wohnte Friedrich Bahlmann Jg. 1887 im Widerstand / KPD "Schutzhaft" 1933 Ochtum-Sand Langlütjen entlassen 29.1.1934                                                 | Friedrich Bahmann                   |
| Banehr     | Ella          | Lindenstr. 17 · Platjenwerbe · | 15. Juni 2022                                               | Hier wohnte Ella Banehr Jg. 1916 seit 1941 in mehreren Heilanstalten 'verlegt' 3.12.1943 Heilanstalt Kaufbeuren Irsee ermordet 2.5.1944                                  | Ella Banehr                         |
| Behrens    | Käthe         | Alter Postweg 20 ·             | 9. Nov. 2023                                                | Hier wohnte Käthe Behrens Jg. 1936 Heilanstalt Rotenburg 'Verlegt' 9.10.1941 Heilanstalt Lüneburg ermordet 30.11.1942                                                    | Käthe Behrens                       |
| Bruns      | Georg         | Neustadtsweg 28 ·              | 8. Mai 2024                                                 | Hier wohnte Georg Bruns Jg. 1887 Verhaftet 16.9.1943 Rundfunkverbrechen Gefängnis Bremen Entlassen 24.11.1944                                                            | Georg Bruns                         |
| Cohen      | Johannes      | Goethestr. 42 ·                | 10. Nov. 2005                                               | Hier wohnte Johannes Cohen Jg. 1883 deportiert 1941 ermordet in Minsk | Familie Cohen                       |
| Cohen      | Erna          | Goethestr. 42                  | 10. Nov. 2005                                               | Hier wohnte Erna Cohen geb. Goldmann Jg. 1888 deportiert 1941 ermordet in Minsk                                                                                          | siehe Johannes Cohen                |
| Cohen      | Ingeborg      | Goethestr. 42                  | 10. Nov. 2005                                               | Hier wohnte Ingeborg Cohen Jg. 1926 deportiert 1941 ermordet in Minsk | siehe Johannes Cohen                |
| Eickhoff   | Ernst         | An der Untermühle 19 ·         | 9. Nov. 2023                                                | Hier wohnte Ernst Eickhoff Jg. 1918 Zwangssterilisiert 17.9.1935 Eingewiesen 1939 Rotenburger Anstalten 'Verlegt' 30.7.1941 Heilanstalt Weilmünster Ermordet 6.4.1942    | Ernst Eickhoff                      |
| Pohlmann   | Johann        | Großen Halm . 1 · Ihlpohl ·    | 8. Mai 2024                                                 | Hier wohnte Johann Pohlmann Jg. 1924 Eingewiesen Mai 1941 Nervenklinik Bremen 'verlegt' 29.11.1941 'Heilanstalt' Lüneburg ermordet 21.4.1942                             | Johann_Pohlmann                     |
| Simon      | Berta         | Goethestr. 28 ·                | 8. Mai 2014                                                 | Hier wohnte Berta Simon geb. Samson Jg. 1884 deportiert 1941 ermordet in Minsk                                                                                           | Stolpersteine Familie Simon         |
| Simon      | Jacob         | Goethestr. 28                  | 8. Mai 2014                                                 | Hier wohnte Jacob Simon Jg. 1883 deportiert 1941 ermordet in Minsk | siehe Berta Simon                   |
| Simon      | Norbert       | Goethestr. 28                  | 8. Mai 2014                                                 | Hier wohnte Norbert Simon Jg. 1912 deportiert 1941 ermordet in Minsk | siehe Berta Simon                   |
| Sinasohn   | Leopold       | Dorfstr. 62 · Platjenwerbe ·   | 9. Nov. 2023 Neuverlegung (Erstverlegung 10. November 2005) | Hier wohnte Leopold Sinasohn Jg. 1877 Pogromopfer erschossen 10.11.1938                                                                                                  | siehe auch Bild bei Paul Sinasohn   |
| Sinasohn   | Paul          | Dorfstr. 62 · Platjenwerbe ·   | 8. Mai 2024                                                 | Hier wohnte Paul Sinasohn Jg. 1912 Verhaftet 10.11.1938 Gefängnis Bremen entlassen 1.9.1939 9.10.1943 'Arbeits- Erziehungslager' Bremen-Farge, Lenne befreit             | Leopold, Paul und Waldemar Sinasohn |
| Sinasohn   | Waldemar      | Dorfstr. 62 · Platjenwerbe ·   | 8. Mai 2024                                                 | Hier wohnte Waldemar Sinasohn Jg. 1913 Verhaftet 4.8.1944 Zwangsarbeit Paffendorf 'Organisation Todt' befreit                                                            | siehe Paul Sinasohn                 |
| Stubbe     | Hans-Dietrich | Struckbergstr. 23 ·            | 15. Juni 2022                                               | Hier wohnte Hans-Dietrich Stubbe Jg. 1930 Eingewiesen 17.8.1943 Heilanstalt Lüneburg "Kinderfachabteilung" Ermordet 4.9.1943                                             | Hans-Dietrich Stubbe                |
| ter Berg   | Hartog        | Riesstr. 39 ·                  | 8. Mai 2014                                                 | Hier wohnte Hartog ter Berg Jg. 1886 deportiert 1941 ermordet in Minsk                                                                                                   | Stolpersteine Familie ter Berg      |
| ter Berg   | Paula         | Riesstr. 39                    | 8. Mai 2014                                                 | Hier wohnte Paula ter Berg geb. Wolff Jg. 1886 deportiert 1941 ermordet in Minsk                                                                                         | siehe Hartog ter Berg               |
| von Bargen | Ernst-Wilhelm | Ringstr. 13 ·                  | 15. Juni 2022                                               | Hier wohnte Ernst-Wilhelm von Bargen Jg. 1909 verhaftet 4.2.1942 von Gestapo Marinegemeinschaftslager Arbeitserziehungslager Neuenkirchen ermordet 8.3.1942              | Ernst-Wilhelm von Bargen            |